# 크루세이더 킹즈 3
《크루세이더 킹즈 3》(Crusader Kings III)는 《크루세이더 킹즈》 (2004)와 《크루세이더 킹즈 2》 (2012)의 후속작으로, 패러독스 개발 스튜디오가 개발하고 패러독스 인터랙티브가 배급한, 중세 시대를 배경으로 하는 대전략 게임이다. 2019년 10월에 있었던 패러독스콘 2019 때 처음으로 공개되었고 2020년 9월 1일에 발매되었다.

## 게임 플레이
이전작들처럼 중세 시대를 배경으로 하는 가문 시뮬레이션 게임이며, 바이킹 시대부터 콘스탄티노플의 함락 시기까지를 다룬다. 이전작들과 달리, 시작 시에, 867년과 1066년 두 시작 시기만을 제공할 예정이다. 가문은 고유의 가주를 두고 본가와는 주로 독자적으로 활동하는 방계 가문을 형성할 수 있다. 가주들은 자신들의 가문에 대한 지배권을 주장할 수 있는 명성 (Renown)이라는 자원을 사용할 수 있을 것이다. 이에 대한 예시로, 가주는 사생아를 적법화하는 것에 대한 책임이 있다.
캐릭터들은 2D 초상화 대신, 전신에 3D화된 캐릭터 모델을 지닐 것이다. 《크루세이더 킹즈 2》에서처럼, 캐릭터들은 자신들의 능력치와 행동에 영향을 주는 특성들을 지녔다. 캐릭터의 특성에 반하는 행동들을 할 경우에 캐릭터들의 스트레스가 증가할 것이다. 게임의 유전 시스템은 캐릭터들이 자신의 특성 일부를 후손들에게 전하게끔 할 것이다. 캐릭터들은 자신의 공포 (Dread) 수치를 올려, 가신들이 충성하게끔 겁을 줄 수 있으며, 공포는 캐릭터가 다른 캐릭터를 처형 및 고문 등의 잔혹한 행위들을 했을 때 증가한다. 캐릭터들은 다섯 가지 인생관 중 하나를 택할 수 있을 것이다. 각 인생관마다 인생관과 관련된 스킬들을 향상하게 하는 세 가지 스킬 트리가 있다.
모든 종교와 거의 모든 정부 체제가 플레이 가능하다. 상인 공화정과 신정 정부는 시작 시에는 할 수 없다. 게임 상 대부분의 지도자들은 봉건정, 부족정, 혹은 씨족 정치 체제에 속할 것이다. 유목민들은 고유의 정부 체제를 갖는 대신에 부족정으로 묘사될 것이다. 종교들은 각 신앙의 대한 모든 신봉자들에게 주어지는 특별 능력치인 교범(Tenet) 및 동성애와 여성 성직자 같은 문제에 대한 교회의 자세를 다루는 교리 (Doctrines) 등이 있다. 플레이어들은 자신들이 택한 교범 및 교리를 갖고 자신만의 교단을 발전시킬 수 있다. 교단이 본래의 신앙에서 멀어질수록, 더 많은 신앙심(Piety)이 쓰일 것이다.
맵은 이전 작들보다 대략 네 배 정도 세부화되었고 살짝 커졌다. 홀딩 (Holding)은 맵에 직접적으로 묘사될 것이며, 이는 군대가 해당 백국 내 하부 홀딩들을 공격하기 위해 맵을 돌아다닐 필요가 있다는 것을 의미하며, 이전 작들과 차이점이다. 백국당 평균 홀딩의 수는 대략 세 개다. 홀딩 중 일부는 ["소유자"(owner)가 있음에도] 미개발 상태로 시작할 것이고 후에 건물을 지을 수 있다.
징집병은 낮은 등급의 농민 보병으로 주로 표현될 것이다. 캐릭터는 쇠뇌병이나 기병 같은 높은 등급의 병사들을 편성하기 위해선 맨앳암즈를 고용할 필요가 있다. 캐릭터는 자신의 왕궁이나 나라의 다른 캐릭터들을 뛰어난 전투 스킬을 갖춘 기사로 만들 수 있다. 기사들은 극도로 강력하며, 기사 20명이 농민 징집병 200명과 거의 같다.

## 개발
게임 디렉터 Henrik Fåhraeus는 게임 개발이 《임페라토르》 앞서 대략 1년 전에 시작되었다고 했으며, 이는 2015년이 시작 시기임을 나타낸다. 《크루세이더 킹즈 2》의 게임 엔진을 울퉁불퉁하고 "테이프를 함께 감은 것 같다"라고 묘사한, 그는 또한 신작 게임이 새로운 출시작들을 가동할 더 많은 힘을 갖춘 업데이트된 엔진 (i.e. 클라우제비츠 엔진 + Jomini-toolset)을 탑재할 것이라고 언급했다.
패러독스의 많은 미출시작들처럼, 개발진들은 매주마다 개발 일지를 공개했다. 매번의 개발 일지는 정부 유형, 유저 인터페이스, 정부 등과  게임의 이 측면이 어떻게 크루세이더 킹즈 3에서 다뤄지고, 크루세이더 킹즈 2와 어떻게 다른 지 등 게임의 단편적인 측면에 집중했다. 매달의 업데이트 영상이 패러독스 인터랙티브의 유튜브 채널에 공개되기도 했으며, 그 달의 개발 일지에서 이뤄진 모든 변화들을 요약하고 있다.
게임 발매는 2020년 9월 1일로 계획되었고, 스팀과 PC용 엑스박스 게임 패스로 이용이 가능하다.

### DLC
2021년 3월 13일, 첫 번째 플레이버 팩인 ‘북방의 군주들’(Northern Lords)가 공개되었다. 2021년 3월 16일에 발매된, 이 DLC에는 노르드 종교 관련한 여러 추가 콘텐츠들을 포함하며, 모험가의 땅, 신성한 전사들 및 스캴드메르, 독특한 가문 유산, 특정 문화 관련 이벤트 및 선택 사항들을 관련한 내용을 담고 있다.

2021년 5월, 첫번째 확장팩겸 두번째 DLC인  "왕실 궁정"(royal court)이 공개 되었다. 2022년 2월 8일에 발매한 왕실 궁정 DLC는 유물,문화,궁정 시스템을 추가하였고, 궁정 주최를 통하여 생기는 봉신 혹은 궁정신하와의 특수 이벤트가 추가 되었으며,유물을 선물하거나 전시 혹은 장착할수 있게 되었으며 왕실 궁정에서 유물 영감을 가진 문객을 후원하는 유물 시스템또한 추가 되었으며, 문화를 분화,융합,개혁을 통하여 자체적 문화를 만들며, 문화만의 차이점을 주는 문화 시스템 또한 추가 되었다.
2022년 4월 공개후 2022년6월에 출시한 크루세이더킹즈의 3번째 dlc겸 2번째 플레이어팩인 "이베리아의 운명"(Fate of iberia)이 출시하였다. 이베리아의 운명 dlc는 이베리아의 레콩키스타를 배경으로 하는 플레이가 가능하며. 투쟁이라는 특유의 시스템과 이베리아의 기독교  신앙인 모사라베가 추가 돼었으며 이베리아의 전통의상과 새로운 음악이 추가 돼었다.

## 평가

### 발매전
《크루세이더 킹즈 3》가 처음 공개되었을 때, Rock, Paper, Shotgun는 이전 작들과 해당 시리즈의 광고 콘텐츠로 사용되었던 문구인 "Deus vult"가 여러 "극우 정치 운동"에 사용됨에 따라, 게임에서 등장하지 않을 것이라는 내용을 알리는 기사를 발표했다. 크루세이더 킹즈의 일부 팬들은 역사적 정확성을 언급하며, 이 기사에 부정적인 반응을 보였다. 이에 대한 반응은 Fåhraeus가 "그 문제는 잘못 전달되었던 것"이며 자신들은 "게임 상에서 사용된 문구들에 특별히 고려한 적이 없다."라고 밝히는 후속 성명문을 발표하게 했다.

### 비평가 반응
공개된 《크루세이더 킹즈 3》는 메타크리틱에서 91/100점을 기록하며, 비평적 호평을 받았다.
나머지 비평 사이트들에선 "다른 비평 사이트들이 만점을 부과하는 가운데, IGN은 크킹3(CK3)에 10/10을 줬다. 이 평가들엔 94%를 준 PC Gamer 및 9/10점을 준 PCgamesN" 등이 있었다.

## 발매 및 마케팅
크루세이더 킹즈 3는 기본 게임과 사전주문 특전을 포함한 일반판 (Base Game Edition)과 기본 게임과 익스펜션 패스를 포함한 특별판 (Royal Edition) 등 두 가지로 출시됐다. 익스펜션 패스에는 collection of flavour packs와 first content pack을 포함한다.